# عبور موتور سیکلت ممنوع
عبور موتور سیکلت ممنوع جزء نشان‌های بازدارنده یا انتظامی راهنمایی و رانندگی است. رانندگان موتور سیکلت در هنگام مشاهده این علامت باید از وارد شدن به گذر خیابانی شدیداً خودداری کنند. این تابلو در محل ورود تونل‌ها و پل‌های مخصوص گذر وسایل نقلیه موتوری دیده می‌شود. این نشان در ایران نیز رایج است.